# 麥天樞 (香港編劇)
麥天樞（英語：Mak Tin Shu，1983年—），香港電影編劇，2000年代中投身香港電影界，2016年至2017年憑《樹大招風》分別奪得第36屆香港電影金像獎最佳編劇及第53屆金馬獎最佳原著劇本獎，2023年憑《神探大戰》再奪第41屆香港電影金像獎最佳編劇。現為銀河映像的主要創作班底。

## 背景
麥天樞早年就讀柴灣角天主教小學（1995年小六）及何文田官立中學（2000年中五），在讀中學時是一名班長，也在中六及中七當選學生會會長，曾獲青苗基金選為第15屆香港傑出學生。他從小喜歡寫作，就讀中學期間已編寫劇本，中學畢業後到英國倫敦國王學院修讀哲學系學位。畢業後返回香港，並因想以寫作為職業而成為編劇。麥天樞後來在2008年畢業於香港演藝學院電影電視學院。同期參加過鮮浪潮學生組本地短片競賽。他在撰寫電影與電視劇本的同時，亦參與其他幕後工作，曾擔任《勁抽福祿壽》、《畫壁》以及《四大名捕》的場記。
2016年，他夥拍龍文康和伍奇偉憑《樹大招風》獲得第53屆金馬獎最佳原著劇本獎。同年入圍角逐第23屆香港電影評論學會最佳編劇獎。2017年再下一城，於第36屆香港電影金像獎頒獎典禮中得到最佳編劇獎。而該齣電影既是第66屆柏林國際影展新電影國際論壇首映作品，又是第40屆香港國際電影節的開幕影片。麥天樞及後與劉浩良合作，創作至2022年為止香港票房收入最高的華語電影《明日戰記》。同年創作的另一齣電影《神探大戰》為麥氏帶來第29屆香港電影評論學會大獎最佳編劇的榮譽，2023年4月於第41屆香港電影金像獎奪得最佳編劇獎。

## 編劇作品
- 2008年：行僧（鮮浪潮作品）
- 2010年：錦衣衛
- 2010年：一路有你
- 2011年：一屋住家人（香港電台）
- 2013年：雷明登（鮮浪潮作品）
- 2014年：一個人的武林
- 2016年：樹大招風
- 2016年：三人行
- 2019年：我的拳王男友
- 2022年：神探大戰
- 2022年：明日戰記
- 2024年：焚城

## 演出作品
- 2015年：衝鋒車

## 外部連結
- 麥天樞在香港影庫上的簡介
- 「端對端」第三集：「我們就當香港警匪片死了吧。」，端傳媒，2020年 （页面存档备份，存于）